# StarRay
StarRay o Starray, uscito come Revenge of Defender in Nordamerica, è un videogioco sparatutto a scorrimento con astronavi pubblicato nel 1988 per Amiga, Atari ST, Commodore 64 e MS-DOS dall'editrice Logotron di Cambridge. La versione americana venne pubblicata dalla Epyx nel 1989, in questo caso anche per Apple II, e si presenta ufficialmente come un seguito del classico arcade Defender. StarRay è infatti strutturalmente molto simile a Defender e la stampa lo giudicò spesso un suo clone.
StarRay fu anche uno dei pochi titoli parzialmente sviluppati per la console mai commercializzata Konix Multisystem.

## Modalità di gioco
Il giocatore controlla un'astronave su un paesaggio ciclico a scorrimento orizzontale, con effetto parallasse. L'astronave può cambiare direzione di marcia o anche fermarsi in aria; quando è rivolta a destra è visualizzata sul lato sinistro dello schermo e viceversa. Può sparare raggi orizzontali frontalmente e usare un numero limitato di "vaporizzatori", ovvero di smart bomb che eliminano tutti i nemici visibili.
Si affrontano in successione 7 mondi con ambientazioni tutte diverse (lunare, giungla, polare, circuito elettronico, caverna, base spaziale, deserto), per un totale di 21 ondate di attacchi alieni. Ci sono molti tipi diversi di nemici, variabili con il livello, anche in grado di sparare. Colpi e scontri riducono l'energia dello scudo dell'astronave, che ha un'unica vita. I nemici distrutti possono rilasciare lettere da raccogliere per ottenere power-up.
Sulla superficie sorvolata dall'astronave, sempre piatta, si trova una serie di celle di energia, piccole installazioni alleate che i nemici cercano di conquistare, posandocisi sopra e trasformandole in altri oggetti ostili. Anche la perdita di tutte le celle causa la sconfitta del giocatore. Al di sotto della visuale c'è un radar che mostra le posizioni di nemici e celle in tutta l'area di gioco.